# 山崎英明
山崎 英明（やまさき ひであき、1974年12月4日 - ）は、日本のベーシスト。鳥取県米子市出身。

## 人物
2008年から2012年までSchool Food Punishmentの、2016年からはsiraphのベーシストとして活動。またバンドと並行してスタジオ・ミュージシャンとしても活動している。
中学・高校とブラスバンド部に在籍してチューバを担当していたという生粋の低音愛好家。
ベースを始めるきっかけは小学生の頃に見たC-C-B。最初はドラマーの笠浩二が好きだったが、次第にベーシストの渡辺英樹に興味を持つようになる。中学生の時にZIGGYのファンになり、ベースをやりたいと思うようになる。しかし父親に言われてアコースティックギターを買うことになり、尾崎豊や徳永英明や米米クラブなどを聴いてコピーしていた。高校生になってようやくベースを買い、ZIGGYやX-JAPANのコピーバンドを始める。
好きなアーティストは椎名林檎、RADWIMPS、GRAPEVINEなど。J-POPがすごく好きで、メロディのようなベースラインや綺麗なコード感を好む。
歌がないと自分の存在意義がないと思っているので、インストバンドには興味がない。

## 来歴

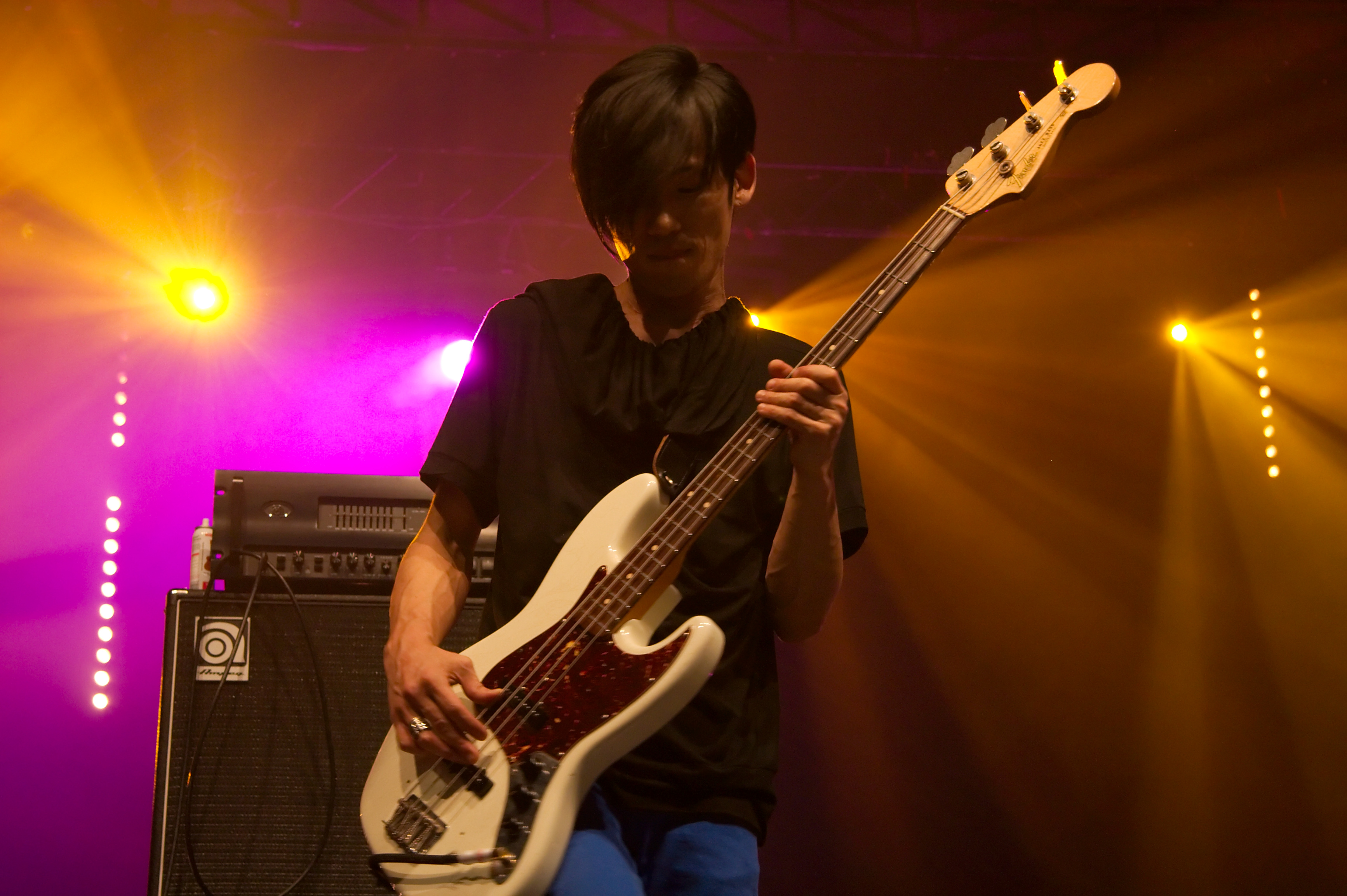
「Japan Expo 2009」にて（2009年7月4日）

鳥取県米子市にあるヤマハパルス（ヤマハポピュラーミュージックスクール（PMS））のエレキベース科に在籍し受講。19歳で上京し、音楽専門学校 に入学。そこで高間有一や畑利樹やギタリストの小沼ようすけといった音楽仲間と知り合う。専門学校ではプリズムの渡辺建に師事、バンドを組んでインコグニートやアレサ・フランクリンなどをコピーしていた。
1998年、専門学校で出会った長谷山豪、畑利樹と3ピースバンド・scopeを結成。インディーズながら事務所に所属し、給料ももらっていた。scopeの活動と並行して、ワタナベ、コトホなどのバンドで活動。
2008年からSchool Food Punishmentに加入、2009年にメジャーデビューを果たす。エレクトロの要素を大胆に取り入れた打ち込みのロックサウンドとメロディアスにうねるフレージングと肉感的な生のグルーヴが融合したサウンドで頭角を現す。
2012年、School Food Punishment解散。その後は再加入したscopeやヒグチアイ最強スリーピースで活動する他、ヒグチアイをメインに様々なアーティストのサポートを行っている。
2016年、元School Food Punishmentの蓮尾理之らとともにsiraphを結成。

## 参加バンド
- scope（1998年 - ）
1998年、専門学校にて長谷山豪、畑利樹、山崎英明によって結成された3ピースバンド。メンバーの増減や幾度かのメンバーチェンジを経て、現在はオリジナル・メンバーの3人で活動中[5]。
山崎は畑とともに2003年に脱退した後、サポートメンバーを経て共に2013年に再加入。
- ワタナベ（2003年 - 2009年）
ボーカル&ギターのワタナベカズヒロを中心としたバンドで、現在は活動休止中。山崎は2004年に脱退[5]。
- コトホ（2005年 - 2010年）
2007年、ボーカルのnico、CONDO44（現・44th music）の佐々木博史、東京事変の畑利樹、山崎英明によって結成。2010年に活動休止[5]。
- School Food Punishment（2004年 - 2012年）
内村友美を中心とした、蓮尾理之、山崎英明、比田井修からなる4人組バンド。エレクトロニカ、ポストロック、プログレなど様々な音楽ジャンルを独自の解釈で消化した高度な音楽性、心象と風景とを独自の言葉で映像的に描いた歌詞、そして透明感と芯の強さを併せ持ったボーカルが、感度の高い音楽ファンのみならずクリエイターやミュージシャンたちからも強い支持を得た[7]。
山崎は2008年4月のコトホで対バンしたことがきっかけでメジャーデビュー前にベーシストを探していたSFPに誘われて加入、2012年の解散まで在籍した[7]。
- ヒグチアイ最強スリーピース（2013年 - ）
ボーカル&鍵盤：ヒグチアイ、ベース：山崎英明、ドラムス：刄田綴色（ex. 東京事変）からなる3人編成バンド。2013年より不定期に活動中。[7]
- siraph（2016年 - ）
元School Food Punishmentの蓮尾理之と山崎英明、ハイスイノナサの照井順政、Mop of HeadやAlaska Jamの山下賢、ソロアーティストのAnnabelによって結成されたバンド。ライブでは齋藤雄磨による映像投影を交えて独特の世界観を演出する[7]。

## ライブサポート/レコーディング
- Anly
- Annabel
- いきものがかり
- 井上苑子
- 感傷ベクトル
- 柴咲コウ
- 住岡梨奈
- たむらぱん
- TRUSTRICK
- baroque
- ヒグチアイ
- ビッケブランカ
- ポルノグラフィティ
- miwa
- LOVE
- なきごと